# Harry Lindsay
Pas d'image ? Cliquez ici

a Compétitions nationales et continentales officielles uniquement.

b Matchs officiels uniquement.
Henry Lindsay, plus connu comme Harry Lindsay, né en juillet 1871 à Armagh et mort le 17 juillet 1908 à Ballymoney, est un joueur de rugby à XV qui a évolué avec l'équipe d'Irlande au poste d'avant.

## Biographie
Henry Lindsay dispute son premier test match le 4 février 1893 contre l'équipe d'Angleterre. Son dernier test match a lieu contre l'équipe du pays de Galles le 19 mars 1898. Harry Lindsay a remporté le Tournoi britannique de rugby à XV 1894 et celui de 1896. En club, Harry Lindsay a joué avec la province de l'Ulster.

## Palmarès
- Vainqueur du Tournoi britannique en 1894 et 1896

## Statistiques en équipe nationale
- 13 sélections en équipe nationale
- 3 points (1 essai)
- Sélections par années : 3 en 1893, 3 en 1894, 1 en 1895, 3 en 1896, 3 en 1898
- Tournois britanniques disputés: 1893, 1894, 1895, 1896, 1898